# Jaculus blanfordi
Jaculus blanfordi, (скакун Бленфорда, тушканчик Бленфорда) (Murray, 1884) — один з трьох видів, що представляють рід Скакун (Jaculus).

## Систематика
Вперше вид був описаний Джеймсом Мюрреєм в 1884 році біля міста Бушер в південному Ірані. Пізніше описувався іншими науковцями, тому має синоніми:
- J. turcmenicus (Vinogradov and Bondar, 1949)
- J. margianus (Shenbrot, 1990)

## Поширення
Вид поширений на південно-східному узбережжі Каспійського моря в Ірані та Туркменістані, в східному та південному Ірані (Lay, 1967), пустелі Кизилкум в Туркменістані, центральному Узбекистані (Kuznetsov, 1965; Shenbrot et al., 1995), південному та західному Афганістані (Hassinger, 1973) та південно-західному Пакистані (Roberts, 1977, 1997).